# Seznam angleških smučarjev
Seznam britanskih smučarjev.

## A
- Chemmy Alcott

## B
- Graham Bell
- Martin Bell
- T.J. Baldwin
- Alan Baxter
- Noel Baxter
- Cara Brown

## C
- Douglas Crawford

## D
- Ed Drake

## G
- Jack Gower
- Charlotte Guest
- Ed Guigonnet

## M
- Billy Major
- Finlay Mickel

## R
- Charlie Raposo
- Dave Ryding

## S
- Roy-Alexander Steudle

## T
- Laurie Taylor
- Alexandra Tilley

## V
- Owen Vinter

## Seznami
- seznam britanskih alpskih smučarjev
- seznam britanskih nordijskih smučarjev